# Federico Miraz
Federico Miraz Fernández (Ferrol, 1922 — 5 de fevereiro de 2005) foi um advogado e jornalista espanhol que estudou direito e jornalismo.

## Biografia
Estudou Direito, Jornalismo e Magistério, exercendo direito e jornalismo. Desenvolveu sua carreira em publicações da Motion Press Network.Ele começou a trabalhar no Faro de Vigo, mais tarde sendo editor-chefe do jornal Voluntad de Gijón, entre os anos 1943 e 1954. Mais tarde, dirigiu a estação estação de rádio 'La Voz de León' 'e também o jornal  Proa, entre os anos de 1955 e 1961. Esse ano ele passou a dirigir o jornal  Voluntad , até 1972, quando assumiu a direção do jornal 'Cordoba (jornal), então jornal regional do «Movimiento Nacional» em Córdoba, jornal que dirigiu durante o fim do regime franquista e os primeiros anos da Transição ». Ele morreu em Córdoba em 5 de fevereiro de 2005.